# Ангарский Ермак
«Ангарский Ермак» — молодёжная хоккейная команда из города Ангарск, Иркутская область. Основана в 2011 году. Выступала во втором дивизионе МХЛ. Являлась фарм-клубом команды «Ермак» из ВХЛ.
15 сентября 2011 года ХК «Ангарский Ермак» был принят в состав участников Первенства МХЛ.
В 2015 году была расформирована.

## Главные тренеры
- 2011—2012 — Валерий Калашников
- 2012—2013 — Олег Кряжев
- 2013—2014 — Александр Пожеруков
- 2014—2015 — Сергей Воробьёв